# Robert Runcie
Robert Alexander Kennedy Runcie, baron Runcie de Cuddesdon, né le 2 octobre 1921 à Crosby (Merseyside) et mort le 11 juillet 2000 à St Albans (Hertfordshire), est le 102e archevêque de Cantorbéry, de 1980 à 1991.
Il appartient à l'Église anglicane. Bien qu'issu d'une famille plutôt peu croyante (ou peu pratiquante), il suit ses études dans différentes écoles en vue de devenir prêtre de l'Église anglicane.

## Biographie
Il naquit et grandit à Crosby. Il étudiera dans différentes écoles, comme Taylor's School à Crosby, avant d'aller à Brasenose College à Oxford. Robert Runcie sauvera un homme pendant la Seconde Guerre mondiale et gagnera la Military cross pour ceci. Diplômé de Cambridge et de Westcott House d'un baccalauréat en théologie, il est ordonné en 1950 pour le diocèse anglican de Newcastle et est envoyé à Newcastle-upon-Tyne, dans la périphérie de Gosforth, comme « Curate » (c'est-à-dire vicaire, à l'inverse, le mot anglais « vicar » désignant en français le responsable d'une paroisse, le « curé » ou « recteur » en Bretagne) dans la paroisse de « Tous les Saints ».
Au bout de 2 ans seulement au lieu des 3 réglementaire, le révérend Robert Runcie retournera à Westcott House mais cette fois-ci en tant qu'aumônier puis deviendra vice-principal. En l'année 1956, le révérend fut élu membre et par la suite nommé doyen du Trinity Hall, où il rencontra sa future épouse, Rosalind. Ne quittant pas le monde de l'Université théologique, il devient en 1960 directeur de Cuddesdon.
Finalement, récompensé de ses connaissances, de ses capacités et de son enseignement, il accède à l'épiscopat, en étant nommé évêque de St Albans. En 1979, faisant pourtant figure de second choisi, il est nommé archevêque de Cantorbéry, Hugh Motefoire, le premier choix, étant « trop moderniste » pour le gouvernement conservateur nouvellement élu et ayant à sa tête Margaret Thatcher.
Il meurt d'un cancer en 2000 et est enterré dans le parc de cathédrale Saint-Alban de St Albans.

## Publications
- Address of The Most Rev. Rt. Honorable Robert A. K. Runcie, Archbishop of Canterbury, to the Convention of The Lutheran Church in America - Milwaukee, Wisconsin, August 26, 1986, Publisher: NY: Department of Ecumenical Relations, Lutheran Church in America; First Edition edition (1986).
- Seasons of the Spirit: The Archbishop of Canterbury at Home and Abroad, 1983, William B. Eerdmans,  (ISBN 978-0802835895)
- Windows onto God, First Edition edition (1983),  (ISBN 978-0281040766)

## Source de traduction
- (en) Cet article est partiellement ou en totalité issu de l’article de Wikipédia en anglais intitulé « Robert Runcie » (voir la liste des auteurs).